# 百戰天蟲系列
百戰天蟲系列（又译作）是一個回合制策略游戏系列，由Team17 Software設計，於1994年起發行。

百戰天蟲4封面

在遊戲中，玩家控制一組蠕虫，與其他玩家的蟲以不同的武器战斗，控制时类似动作游戏。后来添加的绳索和回合时间给游戏增加了挑战性，适合对战。因幽默搞笑的風格和富含挑战、乐趣的游戏过程受到玩家歡迎。

## 遊戲列表
百战天虫是以2D版本出名的，从2003年起推出几个3D版本又转回2D。
| 2D界面 - 百戰天蟲（1995年） - 百戰天蟲 援軍（1996年） - 百戰天蟲：導演剪輯版（1997年） - 百戰天蟲2（1997年） - 百战天虫 末日浩劫（1999年） - 百战天虫 世界派对（2001年） - 百戰天蟲：開戰（2006年） - 百戰天蟲（2007年） - 百戰天蟲：開戰2（2007年） - 百戰天蟲：太空星塵（2008年） - 百戰天蟲2：末日浩劫（2009年） - 百战天虫 重装上阵（2010年） - 百戰天蟲：戰鬥島（2010年） - 百戰天蟲：特別版（2011年） - 百戰天蟲W.M.D（2016年） - 百戰天蟲 大混战（2020年） | 2.5D界面 - 百戰天蟲 革命（2012年） - 百戰天蟲 部落戰爭（2013年） - 百戰天蟲 戰場（2014年） | 3D界面 - 百戰天蟲3D（2003年） - 百戰天蟲：蟲堡大作戰（2004年） - 百戰天蟲4：傷害（2005年） - 百戰天蟲：終極傷害（2011年） |

## 游戏形式
支持多人游戏，使用同样的装备。游戏有多种设置可以选择逐项选择，最出名的要数绳子模式。或者说只是自定义的一种游戏方式。依赖物品绳索夺取优势。
有一些武器所有系列都存在，包括步枪，火箭弹，自定起爆时间的手雷和碎片手雷。火箭弹也是游戏特点之一，默认无限使用，风向和发射力度都可以改变其飞行轨迹。

## 其他
- 炮术游戏
- 刺猬战争 - 开源软件/自由软件GPLV2，一个以可爱的刺猬为主角的2D版本百战天虫的克隆。支持AI。目前不断开发中。但各方面都已经较为成熟。
- Wormux - 自身是开源软件/自由软件GPLV3 。使用开源软件/自由软件的动物作为游戏主角。没有成熟的AI，图像和武器系统较为成熟。
- Iteams - 自身是开源软件，比Wormux更为卡通化，取材类似，Alpha状态。

## 外部連結
- 官方网站
- 莫比游戏上的《Worms series》（英文）